# Верхнее Высоцкое
Верхнее Высоцкое — село в Борынской поселковой общине Самборского района Львовской области Украины. Население составляет 2118 жителей.

## История
В 1946 г. указом ПВС УССР село Высоцкое Вижнее переименовано в Верхнее Высоцкое.

## Население
- 1890—2175 (1995 гр.кат., 42 кат., 138 иуд.)[2].
- 1921—2684 жителя.
- 1970—2572 жителя, 654 двора.[3]
- 1989—2345 (1143 муж., 1202 жен.)[4]
- 2001—2118[5].